# 大島璃生
大島 璃生（おおしま りお、2001年9月21日 - ）は、日本の子役である。NEWSエンターテインメント所属。

## 出演

### テレビドラマ
- RHプラス（2008年1月 - 3月、TOKYO MX） - 幼いあげは 役
- 土曜ワイド劇場 棟居刑事の青春の雲海（2008年11月8日、テレビ朝日） - 矢吹恵太 役
- プロポーズ兄弟〜生まれ順別 男が結婚する方法〜（2011年2月、フジテレビ） - 二郎 役
- クローバー（2012年4月 - 6月、テレビ東京） - 奈良友基（少年期） 役

### バラエティ
- 大!天才てれびくん ドラまちがい「名警部ホム畑」（2011年10月 - 11月、NHK Eテレ） - 西村正和 役

### 映画
- 忍たま乱太郎（2011年7月23日） - 加藤団蔵 役

### CM
- イオン IFQ夏ビジュアル
- 味の素うま味 「東大」篇
- ニンテンドーDS 「考える力をぐんぐん伸ばす!DS幼児の脳トレ」 - 子供 役
- ロッテアイス 「レディ・ボーデン」 - 息子 役
- JT 「明るい禁煙スペース」篇 - 息子 役
- バンダイ 「VooV」 - 男の子 役